# Pag
Otok Pag površinom je peti najveći otok u Jadranskom moru, ali je duljinom obale od 302,47 km najrazvedeniji otok Jadrana (koeficijent razvedenosti 4,5).
Otok je poznat po slaboj pokrivenosti vegetacijom nekih svojih dijelova, čiji se kameniti krajobraz s aromatičnim biljem često uspoređuje s Mjesečevom površinom. Zbog položaja otoka pod Velebitom s kojeg cijele godine (osobito zimi) pušu jake bure, otok Pag je gotovo čitav prekriven posolicom iz Velebitskoga kanala.
Na otok se iz pravca Zadra, tj. iz Posedarja s južne strane može stići mostom dugim 340 m ili trajektom u Žigljen na sjeveru otoka iz luke Prizna.

## Upravne podjele
Jedini je hrvatski otok koji je podijeljen između dvije županije. Sjeverni dio otoka (Grad Novalja) nalazi se u Ličko-senjskoj, a južni (Grad Pag, Općina Kolan i Općina Povljana) u Zadarskoj županiji.
Uspostavom županija 1992. godine cijeli je otok pripao Ličko-senjskoj županiji što je izazvalo otpor na južnom dijelu otoka. Prije osamostaljenja Hrvatske, otok je gravitirao Rijeci i Zadru s time da je većina osobnih vozila na otoku imala riječke registarske oznake.
Novim zakonom o područjima županija iz 1997. godine otok je podijeljen između dvije županije te je veći, južni dio s Gradom Pagom i Općinom Povljana pripao Zadarskoj županiji. Općina Kolan nastala je 2003. godine izdvajanjem iz područja Grada Paga.

## Zemljopis
U starorimsko doba otok je bio bogat zelenilom zbog čega su ga Rimljani zvali „zlatnim otokom”. Do danas je pod šumskim pokrovom ostalo samo 3,8% otoka. Pašnjaci čine 86% površine te izgleda kao da je bez raslinja, bijel od kamena. Izgled pojačava izbrazdanost dugačkim suhozidima. Vrlo je malo pod vinogradima, livadama i makijom.
Gračan je tla otoka Paga 1935. godine podijelio na Paško, Kolansko, Novaljsko, Povljansko, Vlašićko i Smokvićko polje.
Pag je bogate geomorfološke-litološke građe, pa su prisutna ova tla: kamenjar (litosol), sirozem na rastresitom supstratu (regosol), koluvij (deluvijalna tla), vapneno dolomitna crnica (kalkomelanosol), rendzina na dolomitu, laporu, siparu, koluviju i mekim vapnencima, smeđe na vapnencu i dolomitu (kalkokambisol), crvenica (terra rossa), rigolano antropogena tla (rigosol), aluvijalno tlo (fluvisol), močvarno glejno tlo (euglej) i slatine (solončak).

## Stanovništvo
Hrvati su velikom većinom stanovništvo otoka Paga, čineći 98%. Ostala 2% čine Srbi i Slovenci.
Čakavski se govori u mjestima: Novalja, Lun, Stara Novalja, Kolan, Mandre, Šimuni, Kustići i Zubovići.
Cakavski se govori u mjestima: Pag (grad), Metajna, Košljun i Proboj.
Štokavski se govori u mjestima: Povljana, Gorica, Vrčići, Stara Vas, Dinjiška, Vlašići, Smokvica i Miškovići.

## Povijest

### Pretpovijest
Otok Pag bio je naseljen već u neolitiku. Najstariji poznati naziv otoka, Kissa, predilirskog je podrijetla. U zaseoku Metajna na brežuljku Zaglava, postoje ostaci zidnih slikarija nepoznate starosti, koje prikazuju ljudske likove. Nađeni su ostaci većeg broja gradinskih naselja i grobnih humaka (tumula) iz brončanog i željeznog doba. Grobni humci nalaze se na Punti Luna, rtu Gradašnici, Kozjem Brdu (grobni humak iz brončanog doba) i Vrčićima.  Ostaci pretpovijesnih gradina i danas se mogu vidjeti na sljedećim lokalitetima:  Punta Luna, Gradac - Konobine, rt Gradašnica, Košlja Gromača, Svetojanj, Košljun (Kissa), Zagračišće, Komorovac, Zaglava, Gračišće, Gornji Gradac, Donji Gradac, brdo Sv. Vid, Gradac kod grada Paga, grad Pag, Kruna, Gorica, Gramajnik (Dinjiška), Panos, Vlašići, rt Mrtva.
U željeznom dobu na otoku je živjelo ilirsko pleme Liburni. Između Luna i Novalje, na lokalitetu Sv. Vid - Dolac, nalazi se nekropola s nalazima keramike iz brončanog i željeznog doba, i iz rimskog razdoblja. Na istome su mjestu i ruševine rimske vile, te ostaci srednjovjekovne crkve Sv. Vida. Na Vidasovim Stanovima nađena je kamena sjekira i grobovi s bočno položenim skvrčenim kosturima (način pokapanja tipičan za Liburne) i liburnskim nakitom.

### Antika
U periplusu (peljaru) anonimnog grčkog pisca poznatog kao Pseudo-Skilak, koji potječe iz sredine 4. stoljeća pr. Kr., spominje se otočje Mentorides u zemlji Liburna, koje su vjerojatno činili Rab, Pag i okolni manji otoci.
Pod imenom Cissa Portunata, Pag spominju Plinije u 1. stoljeću, a Konstantin Porfirogenet u 10. stoljeću naziva ga Kissa. Istoimeno naselje, Cissa - najveće rimsko naselje na otoku - nalazilo se na prostoru današnje Caske nedaleko Novalje. Očuvani su dijelovi kuća i zidina, te dijelovi vodovoda koji je vodom opskrbljivao Cissu i njenu luku Novalju (od lat. navalia - luka). Podzemni dijelovi tog vodovoda mogu se danas vidjeti u Novalji, a poznati su kao "Talijanova buža".
U uvali Caska, južno od stare Cisse, na sjevernoj strani poluotoka Zrće, nedaleko od poznate plaže Zrće, pronađeno je antičko groblje iz razdoblja od 1. do 4. stoljeća. Na više mjesta na otoku postojala su i manja rimska naselja. Ostaci rimskih villa rustica vidljivi su na sljedećim lokalitetima: Punta Luna, Tovarnele, Lun - Sv. Jure, Borovićevi Stani, Vidasovi Stanovi, Dabovi Stani, Šankovi Stani, Novalja, Gračišće, Mlinica, Polačine, Bošana, grad Pag, Krinac, Vrčići, Povljana i Smokvica. Ostaci antičkog kamenoloma nalaze se na sjevernoj strani grada Novalje, u Koludračkim Njivama. Na gradini Gradac južno od naselja Smokvica (Vlašići) nađeni su ostaci grčko-helenističke keramike.
U uvali Vlaška Mala, uz sjeveroistočnu obalu otoka, nađeni su na dubini od oko 25 metara ostaci rimskog trgovačkog broda s dobro očuvanim teretom amfora.
Koliko je do sada poznato, na Pagu ipak nije bilo grada sa statusom municipija. Vlasnici posjeda na Pagu vjerojatno su bili bogatiji stanovnici okolnih rimskih municipija u Arbi (Rabu) i Aenoni (Ninu), te kolonije Iader (Zadar).
Na području Novalje pronađeni su ostaci tri ranokršćanske bazilike koje potječu iz 4. i 5. stoljeća.

### Srednji vijek
Pag spada među jadranske otoke koji su najranije bili naseljeni Hrvatima. Kod Povljane su na tri lokaliteta nađene starohrvatske nekropole, a u blizini su i ostaci srednjovjekovnog naselja. Otok ili njegov veći dio s okolnim otočićima, vjerojatno je bio kraljevski posjed. Tome u prilog govori darovnica Petra Krešimira iz 1069. godine kojom daruje otok Maun samostanu Sv. Krševana u Zadru.
Cissa se prvi put spominje kao castrum 1174. godine kad ju je Venecija, zajedno sa sjevernim dijelom otoka, darovala Rogeriju, sinu Dominika Maurocena, zbog njegove pomoći pri ugušivanju zadarske pobune. Taj dio otoka tada se nazivao Comitatus. Južni je dio otoka bio pod Zadrom. Ovakva politička podjela otoka održala se donekle sve do današnjeg dana.
Nakon što se Zadar 1180. godine odmetnuo od Venecije i priznao vlast ugarskog kralja Bele III, Mlečani su 1192. zauzeli Pag i postavili tamo svog Kneza. Godine 1202. Mlečani su uz pomoć križarske vojske zauzeli i Zadar, no već 1203. Zadrani su napali Pag, opustošili ga i razorili Cissu. Sporazumom između Venecije i Zadra, vraćeni su Zadranima njihovi stari posjedi, uključujući i Pag i otok Škrdu. Sjeverni je pak dio otoka (spomenuti Comitatus) pripao Rabu, jer su Rabljani priznali za svog kneza Roberta, sina Rogerija Maurocena, ali pod uvjetom da Comitatus, tj. Caska s pripadajućim posjedima, sve do Luna, pripadne Rabu. Važnost Caske (stare Cisse) opada, i od tog vremena vodeći grad na otoku postaje grad Pag.
Osamdesetih godina 13. stoljeća Rab i Pag su se sporili oko granica svojih posjeda na Pagu. U sporu je posredovao krčki knez Fridrik, a zatim i mletački Senat, koji je na Pag poslao komisiju da utvrdi granicu. Prema odluci komisije, Rabu su pripali Caska, Novalja i Lun, a ostali dio otoka Zadru.
Zadar se ponovno odmetnuo od Venecije 1311. godine. Pažani su pristali uz Veneciju, pa su 1312. Zadrani napali otok i zapalili grad Pag.
Nakon nagodbe između Venecije i Zadra, Pag se opet našao pod vlašću Zadra, ali ovaj put s većom autonomijom. Jednog je suca birao Zadar među paškim stanovništvom, a drugog su birali sami Pažani. Međutim, Zadar je teško ekonomski izrabljivao Pag, a Pažani su bili dužni davati i veslače za galije. Kad je Ludovik I. Anžuvinac postao hrvatsko-ugarskim kraljem 1342. godine, Zadar je ponovno zbacio mletačku, a Pag zadarsku vlast. Nakon toga su Zadrani opet napali i opustošili Pag. U opsadi Zadra, 1345., sudjelovala je na strani Venecije i jedna Paška galija.
Nakon Zadarskog mira 1358. godine, Mletačka Republika gubi čitavo područje od Kvarnera do Drača, a Zadru su vraćeni stari posjedi, među njima i Pag. Pag je uspio od kralja Ludovika ishoditi samostalnost 1376. godine, no nakon njegove smrti našao se opet pod vlašću Zadra. U pobuni, koja je izbila 1393. Pažani su protjerali kneza poslanog iz Zadra i sve Zadrane. Zadrani su zatim napali Pag, ponovno ga opustošili i tom prilikom pobili i osakatili mnoge otočane; osobito je stradao Stari Pag 30. ožujka 1393. kad su ga opljačkali i spalili plaćenici.  Pažani su zatražili zaštitu od kralja Žigmunda Luksemburškog. 1396. godine sazvan je sabor u Ninu na koji su došli predstavnici svih dalmatinskih gradova i na kojem je odlučeno da Pag više neće biti pod vlašću Zadra, te da će se u pravima izjednačiti s ostalim dalmatinskim gradovima; na tom je saboru svečanom poveljom Starom Pagu priznata samouprava.
Pag je 1400. godine priznao Rabu pravo na Lun i Novalju, kako bi spriječio udruživanje Raba i Zadra protiv Paga. Kad je, međutim, hrvatski kralj postao Ladislav Napuljski, kojeg je Zadar podržavao, Pag se opet našao pod zadarskom vlašću. Zadrani su tada još jednom poharali Pag i poubijali sve one koji su se na saboru u Ninu zalagali za autonomiju Paga. Ladislav je 1409. godine Zadar, Novigrad, Vranu i otok Pag prodao Mletcima. To je bio i kraj krvavih borbi Zadra i Paga. Pod Mletcima Pag je opet stekao ograničenu autonomiju. Paški statut potvrđen je 1433. godine. Poslije je dijelio sudbinu hrvatskih krajeva pod mletačkom vlašću, koju je nakon nekoliko stoljeća zamijenio austrijskom.
Kako je grad Pag bio smješten na nepovoljnom mjestu koje nije dozvoljavalo širenje grada, a bilo je i izloženo buri (oko 3 km južnije od današnjeg grada Paga), odlučeno je da se izgradi novi grad. Izgradnja je počela 1443. godine i preseljenje u novi grad trajalo je desetak godina. U planiranju novog grada i izgradnji Kneževog dvora sudjelovao je i Juraj Dalmatinac.

### Novi vijek
Kroz 15. i 16. stoljeće nastavljao se spor oko razgraničenja s Rabom. Rab je 1538. godine izgubio Casku ali zadržao Novalju i Lun. U srednjem vijeku je važnu ulogu u ekonomskom životu paške komune imala proizvodnja i trgovina solju. Solane su posjedovali plemići i pojedini samostani, no najviše je koristi od trgovine imala Venecija.
U vrijeme osmanskih navala stanovništvo s kopna, uglavnom iz Ravnih kotara, sklanjalo se na Pag. U tom pogledu, znakovit je raspored dijalekata koji se danas govore na Pagu: na dijelu otoka koji je pripadao rapskoj komuni govori se čakavski, u gradu Pagu cakavski, a u jugoistočnom dijelu, na koji su se naseljavali stanovnici sa susjednog kopna - ikavski štokavski. Stanovništvo je u strahu od Osmanlija i Uskoka i odlazilo s otoka, a desetkovale su ga i zarazne bolesti i glad, tako da se broj stanovnika nije povećavao. U 16. i 17. stoljeću na otoku je živjelo samo 1200 do 1400 ljudi, a na početku 19. stoljeća 3000 ljudi.
Nakon pada Venecije 1797. godine, Pag se našao pod Austrijom, no ekonomske prilike ostale su iste. Od 1805. do 1813. godine Pag je pod vladavinom Napoleonove Francuske doživio stanoviti kulturno-ekonomski napredak. Godine 1808. osnovana je u Pagu osnovna škola. Snižene su izvozne carine na vino, solane su renovirane, proizvodnja soli je povećana, na otoku su popravljene ceste. U Pagu je ustanovljen sud.
Za vrijeme druge austrijske vladavine od 1813. do 1918. godine Pag ekonomski nazaduje. Sredinom 19. stoljeća i na Pagu dolazi do političke borbe autonomaša i narodnjaka. Narodnjaci su na općinskim izborima 1893. dobili većinu, nakon čega je hrvatski jezik uveden u urede i škole. Stanovništvo Paga počinje u 19. stoljeću emigrirati u Ameriku. Solane su do 1909. bile u privatnom vlasništvu, a zatim prelaze u državno vlasništvo, što je unaprijedilo proizvodnju soli. Poslije prvog svjetskog rata Pag je bio pod talijanskom okupacijom do 1921. godine.
Za vrijeme Drugoga svjetskog rata Pag je u sastavu NDH. Ustaše su na Pagu osnovale jedan od prvih sabirni logora, koji je u uvalama Slano i Metajna postojao od lipnja do kolovoza 1941. Od 1941. do kapitulacije Italije u rujnu 1943., na Pagu je bila prisutna talijanska vojska. Pag zatim preuzima NOVJ. Njemačke i ustaške snage bile su stacionirane na otoku od prosinca 1943. do siječnja 1944., te ponovno od ožujka 1944., kad su istočno od Paga izgradili obrambene položaje. U studenom 1944. dva su britanska razarača, Wheatland i Avonvale, zapadno od Paga potopili dvije njemačke torpiljarke i jedan razarač. 11. rujna 1944. godine mornaričko pješaštvo NOVJ izvela je desantni napad na Novalju, koju su branile manje ustaške snage. Otok je 1945. godine osvojen od strane partizana.

## Gospodarstvo
Paška čipka je vrsta čipke koja se šije u hrvatskom gradu Pagu. Prvi zapisi o paškoj čipki potječu iz 15. stoljeća. 
Sestre benediktinke iz samostana Sv. Margarite  bile su glavne pokretačice čipkarstva i škole čipke u Pagu. Paška čipka odlikuje iznimnom ljepotom uzoraka, kvalitetom i načinom izrade te tradicijom izrade. Godine 2009. upisana je u UNESCO-ov registar nematerijalne kulturne baštine.
Paški sir je u svijetu poznat sir koji se proizvodi na otoku od ovčjeg mlijeka. Prepoznatljiv je po razmjerno tvrdoj teksturi, blagoj slanosti i osebujnom mirisu i okusu; te redovito osvaja nagrade na brojnim natjecanjima diljem svijeta. Sir iz Paške sirane proglašen je najboljim ovčjim sirom na svijetu 2017. te nagrađen zlatom u kategoriji ovčjih sireva.
Solana Pag najveći je proizvođač soli u Hrvatskoj nastavljajući tisućljetnu tradiciju uzgoja soli na otoku Pagu. Solana Pag zauzima površinu od 225 hektara. Na otoku Pagu proizvodnja soli i u prošlosti je bila najintenzivnija. Prvi pisani zapisi postoje još iz 9. stoljeća mada se smatra da proizvodnja datira još iz rimskog doba. Prvi magazini soli sagrađeni su u Pagu u 17. stoljeću. Godine 1908. Austro-Ugarska je pustila u pogon objedinjenu solanu. Do tada je na području Paga bilo preko stotinu manjih solanica. Tvornica soli u Pagu sagrađena je 1980. Godišnje proizvede oko 30 000 tona soli, no za potrebe bi mogla proizvest i više od toga.   Paška sol nosi zaštićenu oznaku izvornosti na razini Europske unije od 2019. godine.
Stočarstvo je kroz stoljeća bilo jedan od glavnih izvora života za stanovništvo. Oduvijek je dominantno bilo ovčarstvo, koje je danas dobro razvijeno ponajviše zbog visokovrijednog i nadaleko poznatog i cijenjenog Paškog sira. 
Pag je poznat i po izvrsnoj paškoj janjetini autohtone paške ovce pramenke koja zime provodi na otvorenom, te se hrani posoljenim biljem i ljekovitim biljem kao što su kadulja i slavuja; što daje mlijeku specifičan okus i miris.
Paški kraj je poznat i po vinogradarstvu. Zbog jakih ljetnih vrućina, malo kiše te razmjerno mnogo vjetra grožđe ima naglašenu slatkoću. Posebno su poznata bijela vina žutica i gegić od autohtone domaće loze.
U Pagu se radi i rakija Travarica. Primjenjuje se kao aperitivno piće ali i kao lijek.
Maslinarstvo su isto tako važno obilježje Paga, posebno na sjevernom, zelenom dijelu otoka. Lunsko maslinovo ulje osobite je kakvoće i arome te se smatra jednim od najboljih na Jadranu.
Danas je turizam najvažnija grana gospodarstva na otoku Pagu.

## Poznate osobe
- Bartol Kašić - (Pag, 15. kolovoza 1575. - Rim, 28. prosinca 1650.), hrvatski pisac, jezikoslovac i isusovac
- Ivan Tutnić - (Pag, 15. st.) franjevac, iz Sv. Zemlje donio relikviju Sv. Trna; kasnije benediktinac, opat samostana Sv. Petra na Prosiki
- Petar Grubonić - (Stari grad (Pag), 2. pol. 14. st. - Split, 30. prosinca 1426.) hrvatski svećenik i splitski nadbiskup i metropolit (1413. – 1426.)
- Ante Cappo (Antun de Cappo) - (Pag, krajem 15. st. - Pag, 1553.), osobni prelat pape Klementa VII, biskup osorski.
- Vid Matasović - (Pag 1. pol. XVI. st. – Kreta 7. kolovoza 1583.) zapovjednik hrvatskog konjaništva; istaknuo se u Ciparskom ratu, za svoje zasluge dobio je naslov "Viteza sv. Marka"

- Antun Palčić - (Pag, 15. st.) biskup osorski
- Benedikt Mišolić - (Pag, 15. st.) kanonist i astrolog
- Hijacint Paladinić, ćudoredni inkvizitor iz reda dominikanaca
- Ivan Mršić - (Pag, 1575. - Pag, 1652.) hrvatski književnik; služio kao konjanički kapetan u vojsci hrvatskoga bana Nikole Zrinskog
- Ivan Kašić - povjesničar grada Nina
- Ante Fabijanić - doktor filozofije i teologije, arhiprezbirter, pedagog i pisac na latinskom jeziku

- Ante Vidolin - 18. st., pedagog, odgajatelj mladih, kanonik paškog Kaptola i zadnji komendatarni opat Sv. Petra na Prosiki, Ruić je zapisao da "Domovina i svećenstvo takva genija nikad prije nisu imali"
- Marko Lauro Ruić - (Pag, 22. listopada 1736. - Pag, 9. veljače 1808.) hrvatski povjesničar, prvi sudac upravitelj 1798. godine i bilježnik
- Frane Petar Rakamarić - (Pag, 4. srpnja 1744. - Veli Lošinj, 22. siječnja 1815.) biskup kotorski i osorski, pisac
- Donat Fabijanić - (Pag, 17. prosinca 1808. - Zadar, 8. travnja 1890.) franjevac i povjesničar
- Nikola Valentić - profesor biblijskih znanosti u zadarskoj bogosloviji i urednik Zore Dalmatinske koji je uveo Gajev pravopis, pisac

- Stjepan Buljeta - (Pag, 19. svibnja 1824. - Pag, 1. veljače 1904.) svećenik, pokretač Hrvatskog narodnog preporoda u Pagu
- Šime Šugar - (Kolan, 1830. - Kolan 1911.) pučki pjesnik
- Nikola Portada - (Pag, 1830. - Pag, 1920.), prvi hrvatski načelnik u Pagu
- Petar Rumora - svećenik, vrli rodoljub, progonjen od Talijana, sastavljač brojnih dokumenata i proglasa paške općine i publicist
- Blaž Karavanić - svećenik, veliki istraživač i pisac paške povijesti, pisac
- Frane Budak - (Pag, 1865. - Pag, 1944.) paški gradonačelnik i osnivač čipkarske škole

- Jure Palčić - kanonik Zbornog kaptola Sv. Marije u Pagu, veliki rodoljub, progonjen od Talijana i jugoslavenskih žandara, istaknuti prosvjetni djelatnik i osnivač škola u Pagu
- Ivan Tičić - svećenik, mučenik, žrtva komunističkog terora 1943.godine pogubljen s još 12 Pažana u Lici - Podlapači
- Joso Felicinović - (Zadar, 14. veljače 1889. - Pag, 13. ožujka 1984.) hrvatski svećenik i domoljub, te osnivač Hrvatske kršćanske demokratske knjižnice i pokretač mjesečnika "Zora" i tjednika "Katolik"
- koludrica M. Gertruda Magaš (1897. – 1974., kršteno Serafina Anđela)  - utemeteljica i voditeljica Zabavišta sv. Anđela Čuvara i obdaništa Male škole, ostavila neizbrisiv duhovni trag u odgoju djece, mladeži i djevojaka[9][10]
- Ante Zemljar - (Pag, 18. veljače 1922. - Zagreb, 1. kolovoza 2004.), hrvatski književnik
- Zdenko Balabanić - (Novalja, 19. siječnja 1927. - Zagreb, 5. siječnja 1978.) hrvatski slikar

- Boris Palčić Caskin - (Novalja, 10. srpnja 1929. – 13. prosinca 2013.) hrvatski pisac
- Živko Kustić - (Split, 12. prosinca 1930. - Zagreb, 19. srpnja 2014.) hrvatski grkokatolički svećenik i glavni urednik "Glas koncila"
- Ivan Mirković - živio u Splitu, kipar, autor brojnih paških spomenika ( Bartul Kašić, Juraj Dalmatinac i dr.)
- Ino Mirković - violinist i glazbeni pedagog
- Anton Tamarut - (Novalja, 1. prosinca 1932. – Rijeka, 28. lipnja 2000.),  svećenik, šibenski biskup i posljednji riječko-senjski nadbiskup i metropolit
- Georgij Paro - (Čačak, (Srbija), 12. travnja 1934.) hrvatski kazališni redatelj
- Andrew Marzich - (Cleveland, (SAD), 3. srpnja 1935. - San Pedro, (SAD) 20. svibnja 2010.), profesionalni kuglač i član Hall of Fame američkog kuglačkog saveza
- Darija Škunca Klanac - (Novalja, 1942.) hrvatska pjesnikinja, djeluje u iseljeništvu

- Andriana Škunca (Bjelovar, 9. ožujka 1944.), hrvatska književnica
- Ante Tičić - (Povljana, 18. rujna 1944.) suvremeni hrvatski književnik
- Ante Rumora - (Povljana, 3. prosinca 1944.) glumac
- Zoran Grašo -  hrvatski bivši košarkaš i košarkaški trener, otac hrvatskog pjevača Petra Graše
- Nenad Fabijanić - (Zagreb, 1951.) hrvatski arhitekt
- Ivo Usmiani - (Pag, 10. studenoga 1953.) predsjednika Uprave i direktora JGL-a
- Anton Šuljić - (Novalja, 1955.) hrvatski svećenik, književnik i bogoslov
- Ivan Žan - (Novalja, 4. listopada 1955.)  maestro, zborovođa
- Damir Fabijanić - (Zagreb, 17. listopada 1955.), hrvatski umjetnički fotograf
- David A. Pogorilich - (Philadelphia, (SAD), 1956.) direktor Global Construction Practice

- Boris Tičić - (Zadar, 22. svibnja 1957.) - nogometaš
- Ivan Dabo - (Dabovi Stani, 1958.) političar i novaljski gradonačelnik
- Alojzije Šupraha - (Kolan, 1963.) hrvatski prvoligaški nogometni sudac
- John Karavanić - (New York, 1967.), direktor Tankerske Next Generation
- Lovro Pogorelić - (Beograd, (Srbija), 1970.) hrvatski pijanist
- Dario Tičić - (Zadar, 6. listopada 1975.) svećenik, tajnik zadarske nadbiskupije
- Tomislav Fačini - (Zagreb, 26. travnja 1975.), hrvatski dirigent.
- Petar Grašo - (Split, 19. ožujka 1976.) hrvatski pjevač i skladatelj zabavne i pop glazbe
- Ante Peranić Zulov (1922.) - hrvatski pučki pjesnik[11]
- Krešimir Tičić - arhitekt, pisac i redatelj

## Znamenitosti
- Grad Pag - (povijesna jezgra) primjer planiranog renesansnog grada iz XV. stoljeća
- planirani park prirode Povljansko polje, ornitološki rezervati Veliko blato i Malo blato, otok Pag[12][13]
- značajni krajobraz i posebni rezervat šumske vegetacije Dubrava – Hanzine, otok Pag[14]
- Kolansko blato - blato Rogoza, ornitološki rezervat
- ljekovito blato Segal, otok Pag[15]
- crkva sv. Nikole, Perilo[16]
- crkva sv. Martina u Povljanskom polju[16]
- uvala Stara Povljana[16]
- Stari grad (Pag)[17]
- Paški trokut[18]
- Šestakovci[18]
- Gradac kod Vidikovca[17]
- Fortica na Ljubačkim vratima[17]
- vrh sv. Jurja, po istraživanjima antičko svetište božice Atene[17]
- zaštićeni geološko paleontološki rezervat Crnika[19]
- Lunjski maslinik
- Ostatak potonulog rimskog broda s mnoštvom amfora u uvali Šimuni, u kojoj je, prema nekim tragovima, i bila rimska luka, pronađen 20. kolovoza 2018. godine. U blizini su arheološka nalazišta Lukar, Brušnjak, Maun i Caska.[20]
- Šivani brod u uvali Caska[21]

## Vanjske poveznice
- www.pag.hr - grad Pag, kulturno,turističko i gospodarsko središte otoka Paga